# Numata (Hokkaido)
Numata (jap. 沼田町 Numata-chō) – miasto w Japonii, w prefekturze Hokkaido, w podprefekturze Sorachi. Według danych na rok 2020 miejscowość zamieszkiwało 2 909 mieszkańców , a gęstość zaludnienia wyniosła 10,3 os./km².